# Polycarpeae
Polycarpeae je tribus iz porodice klinčićevki (Caryophyllaceae). Sastoji se od 28 rodova, od kojih je najvažniji rod Polycarpaea.
Rasprostranjenost je uglavnom u tropima i suptropima Starog svijeta, nešto u tropima Novog svijeta. 
Rod Polycarpaea je polifiletičan i treba ga razdijeliti.

## Rodovi i broj vrsta
1. Tribus Polycarpeae DC.
  1. Achyronychia Torr. & A. Gray (1 sp.)
  2. Scopulophila M. E. Jones (2 spp.)
  3. Polycarpon L. (6 spp.)
  4. Stipulicida Michx. (2 spp.)
  5. Augustea Iamonico (4 spp.)
  6. Cerdia Moc. & Sessé ex DC. (1 sp.)
  7. Microphyes Phil. (3 spp.)
  8. Reicheella Pax (1 sp.)
  9. Pycnophyllopsis Skottsb. (8 spp.)
  10. Pycnophyllum Remy (19 spp.)
  11. Drymaria Willd. ex Schult. (56 spp.)
  12. Polycarpaea Lam. (79 spp.)
  13. Xerotia Oliv. (1 sp.)
  14. Haya Balf. fil. (1 sp.)
  15. Krauseola Pax & K. Hoffm. (2 spp.)
  16. Polytepalum Suess. & Beyerle (1 sp.)
  17. Calycotropis Turcz. (1 sp.)
  18. Illecebrum L. (1 sp.)
  19. Pirinia M. Král (1 sp.)
  20. Cardionema DC. (7 spp.)
  21. Loeflingia L. (3 spp.)
  22. Ortegia L. (1 sp.)
  23. Pteranthus Forssk. (1 sp.)
  24. Dadjoua Parsa (1 sp.)
  25. Dicheranthus Webb (1 sp.)
  26. Cometes L. (2 spp.)
  27. Sphaerocoma T. Anderson (1 sp.)
  28. Pollichia Sol. ex Aiton (1 sp.)